# Kruszwin
Kruszwin [pronunciación en polaco: /ˈkruʂfin/] (en alemán: Simonsdorf) es un pueblo ubicado en el distrito administrativo de Gmina Myślibórz, dentro del Condado de Myślibórz, Voivodato de Pomerania Occidental, en el norte de Polonia occidental. Se encuentra aproximadamente a 3 kilómetros al noroeste de Myślibórz y a 55 kilómetros al sur de la capital regional Szczecin.
Antes de 1945, el área fue parte de Alemania. Para la historia de la región, vea Historia de Pomerania.